# جامپیرو مایینی
جامپیرو مایینی (به ایتالیایی: Giampiero Maini) بازیکن فوتبال اهل ایتالیا است که از سال ۱۹۹۷ میلادی عضو تیم ملی فوتبال ایتالیا بوده و در ۱ بازی ملی حضور داشته‌است. او در بازی‌های ملی‌اش گلی به ثمر نرساند.
جامپیرو مایینی آخرین بازی ملی خود را در سال ۱۹۹۷ میلادی انجام داد.